# Молчановка (Волгоградская область)
Молчановка — исчезнувшее село в Николаевском районе Волгоградской области, располагалось на левом берегу протоки Малый Еруслан, к западу от села Бережновка.

## История
Дата основания не установлена. Село относилось к Царевскому уезду Астраханской губернии. В 1859 году в селе Молчановка имелось 36 дворов, православная церковь, проживало 111 душ мужского и 105 женского пола.
По состоянию на 1900 год село являлось центром Молчановской волости, в селе имелось одноклассное училище. Согласно Памятной книжке Астраханской губернии на 1914 год в Молчановке проживали 2146 мужчин и 2131 женщина. Село являлось волостным центром Молчановской волости Царевского уезда Астраханской губернии. За селом было закреплено 15496 десятин удобной и 12393 десятины неудобной земли.
В 1919 году село в составе Царевского уезда включено в состав Царицынской губернии. В 1928 году село включено в состав Николаевского района Нижне-Волжского края, с 1934 года — Сталинградского края, с 1936 года — Сталинградской области).
В результате строительства Сталинградской ГЭС и заполнения Волгоградского водохранилища село оказалось на изолированном острове. В 1959 году Молчановский сельсовет был упразднён, село включено в состав Бережновского сельсовета. В 1968 году в связи с переселением жителей в село Бережновка село было исключено из учётных данных

## Население
| 1859 | 1897 | 1904 | 1908 | 1911 | 1914 |
| ---- | ---- | ---- | ---- | ---- | ---- |
| 216  | 1879 | 3267 | 3970 | 4082 | 4277 |